# 2003年北海道知事選挙
2003年北海道知事選挙（2003ねんほっかいどうちじせんきょ）は、北海道の執行機関である北海道知事を選出するため2003年4月13日に投票が行われた選挙で、第15回統一地方選挙の一環として実施されたものである。

## 概要
北海道知事の任期4年が満了したことに伴って実施された選挙である。なお北海道の知事選挙は、初めての選挙である1947年以来、一貫して統一地方選挙の日程で実施されている。また北海道は、旧社会党やその流れをくむ民主党の勢力が強い地域で、1999年の選挙以外、常に国政における与野党が対立する図式の選挙戦が続いている。
この時の選挙戦は、現職の堀達也知事が引退したことに伴い、8年ぶりの新人対決となった。1947年の第1回知事選以来、過去最多となる9人の候補が立候補して激しい選挙となったが、無所属新人で自民・保守新推薦、公明支持の高橋はるみ候補が民主党の前衆議院議員の鉢呂吉雄らを僅差で抑えて初当選を果たした。高橋の当選により、自民党主体の道政が復活し、民主党（旧社会党）は20年ぶりに野党となった。

## 選挙日程など
- 告示：2003年3月27日
- 投票日：2003年4月13日
- 投票日当日の有権者数[1]：4,536,179名

男性：2,131,479名
女性：2,404,700名

## 候補者
この時の選挙戦では道知事選挙が始まって以来、最多となる9人が立候補した。なお伊東秀子は前回に引き続いての立候補である。
| 候補者名   | 年齢 | 所属党派 | 新旧 | 推薦・支持党派                                  | 前職                        |
| ---------- | ---- | -------- | ---- | ----------------------------------------------- | --------------------------- |
| 酒井芳秀   | 58   | 無所属   | 新人 |                                                 | 前北海道議会議長            |
| 磯田憲一   | 58   | 無所属   | 新人 |                                                 | 前北海道副知事              |
| 若山俊六   | 64   | 無所属   | 新人 | （推薦）日本共産党                              | 北海道教職員組合委員長      |
| 伊東秀子   | 59   | 無所属   | 新人 |                                                 | 弁護士                      |
| 高橋はるみ | 49   | 無所属   | 新人 | - （推薦）自由民主党・保守新党 - （支持）公明党 | 前北海道経済産業局長        |
| 都築利夫   | 72   | 無所属   | 新人 |                                                 | 農学者                      |
| 鉢呂吉雄   | 55   | 無所属   | 新人 | （推薦）民主党・自由党・社会民主党              | 前衆議院議員（北海道第8区） |
| 山田得生   | 44   | 無所属   | 新人 |                                                 | 無職                        |
| 上野憲正   | 58   | 無所属   | 新人 |                                                 | 元北海道財務局長            |

## 選挙結果
選挙戦は全9候補者中、政党推薦の高橋・鉢呂両候補に無党派候補を標榜する磯田・伊東・酒井の3候補が絡む構図が強くなり、激しいつばぜり合いとなった。有力候補者の乱立により当初、最多得票が有効投票の4分の1に届かずに再選挙の可能性もささやかれたが、混戦を抜け出した高橋が当選に必要な有効投票の4分の1を約10万票上回って初当選を果たした。投票率は前回を2％弱下回り、過去2番目の低さとなった。
- 投票率[5]：61.81％（投票者数2,804,910名）前回63.73％

男性：61.76％（1,317,161名）
女性：61.85％（1,487,749名）
| 当落 | 候補者名   | 所属党派 | 新旧 | 推薦・支持党派                              | 得票数    | 得票率 |
| ---- | ---------- | -------- | ---- | ------------------------------------------- | --------- | ------ |
| 当選 | 高橋はるみ | 無所属   | 新人 | - （推薦）自民党・保守新党 - （支持）公明党 | 798,317   | 29.29% |
|      | 鉢呂吉雄   | 無所属   | 新人 | （推薦）民主党・社民党・自由党              | 736,231   | 27.01% |
|      | 磯田憲一   | 無所属   | 新人 |                                             | 428,548   | 15.72% |
|      | 伊東秀子   | 無所属   | 新人 |                                             | 371,126   | 13.62% |
|      | 酒井芳秀   | 無所属   | 新人 |                                             | 167,615   | 6.15%  |
|      | 若山俊六   | 無所属   | 新人 | （推薦）共産党                              | 142,079   | 5.21%  |
|      | 上野憲正   | 無所属   | 新人 |                                             | 32,119    | 1.18%  |
|      | 山田得生   | 無所属   | 新人 |                                             | 28,190    | 1.03%  |
|      | 都築利夫   | 無所属   | 新人 |                                             | 21,521    | 0.79%  |
|      |            |          |      |                                             | 2,725,746 |        |

当選した高橋は、自民党や経済界の強い支援を受けて保守層の支持を固めた他、公明党の支持を取り込むことにも成功したことが勝因となった。一方、鉢呂は連合北海道による組織選挙で支持率を急上昇させたものの、終盤で支持が伸び悩み、高橋に6万2千票余り及ばなかった。そして磯田は無党派層の取り込みに支持を欠いた他、伊東は地方での基盤が弱いことで支持が伸びず、酒井は知名度の低さが克服できなかった。投票した有権者の中で34％程を占めた無党派層の中で見た場合、民主党などが推薦する鉢呂が23.8％でトップに立ち、続いて自民党などが推薦する高橋が22.0％、無党派を標榜した磯田と伊東がそれぞれ20.9％と18.8％を占め、無党派層の支持は鉢呂・高橋・磯田・伊東の4候補でほぼ4等分される結果となった。
鉢呂は半年後の第43回衆議院議員総選挙で北海道4区に国替えして当選した。